# Sérgio Manoel
Sérgio Manoel (sinh ngày 2 tháng 3 năm 1972) là một cầu thủ bóng đá người Brasil.

## Đội tuyển bóng đá quốc gia Brasil
Sérgio Manoel thi đấu cho đội tuyển bóng đá quốc gia Brasil từ năm 1995 đến 1998.

## Thống kê sự nghiệp
| Đội tuyển bóng đá Brasil | Đội tuyển bóng đá Brasil | Đội tuyển bóng đá Brasil |
| Năm                      | Trận                     | Bàn                      |
| ------------------------ | ------------------------ | ------------------------ |
| 1995                     | 1                        | 0                        |
| 1996                     | 1                        | 0                        |
| 1997                     | 0                        | 0                        |
| 1998                     | 2                        | 0                        |
| Tổng cộng                | 4                        | 0                        |